# Tuya, mía… te la apuesto
Tuya, mía... te la apuesto (conocida en Colombia como La pena máxima) es una película de humor colombo-mexicana de 2018 dirigida por Rodrigo Triana y protagonizada por Adrián Uribe, Carlos Manuel Vesga y Julieth Restrepo. La película es un remake de la cinta colombiana dirigida por Jorge Echeverry en 2001 La pena máxima.

## Sinopsis
Mariano es un empleado en una oficina de impuestos y el mayor fanático de la selección mexicana de fútbol. Creyendo que es una especie de amuleto y que su presencia en el estadio es una garantía de victoria para su selección, apuesta todo lo que tiene en un partido entre las selecciones de México y Estados Unidos. Por azares del destino, Mariano no puede presentarse en el estadio, lo que dará un total giro a su vida.

## Reparto
- Adrián Uribe como Mariano.
- Carlos Manuel Vesga como Poncho.
- Julieth Restrepo como Luz Dary.
- José Sefami como Pedro.
- Iván Olivares como Gutiérrez.
- Mary Paz Mata como La abuela.
- Eduardo Ibarrola como Cástulo.
- Alicia Sandoval como Dolores.
- Jorge Herrera como Tío de Mariano.